# Pistolet Vektor CP-1
Vektor CP-1 – południowoafrykański pistolet samopowtarzalny. Produkowany od 1996 przez firmę Lyttelton Ingenieurswerke (LIW). Broń zaprojektowana na rynek cywilny, przeznaczona do przenoszenia w ukryciu. W związku z tym pistoletowi nadano oryginalne, opływowe kształty. Nietypowy kształt sprawia, że zarys broni nie jest widoczny pod ubraniem, a brak ostrych krawędzi czy wystających manipulatorów zabezpiecza przed zahaczeniem o ubranie przy wydobywaniu broni. Broń wycofana z produkcji w 2000 roku.
CP-1 działa na zasadzie odrzutu zamka półswobodnego z opóźnionym otwarciem. Otwarcie zamka opóźnia ciśnienie gazów prochowych przedostających się po strzale do komory gazowej znajdującej się pod lufą. Kanał gazowy znajduje się tuż za komorą nabojową. Ciśnienie w komorze gazowej zaczyna spadać dopiero po opuszczeniu lufy przez pocisk. Dopiero wtedy zamek jest odrzucany do tyłu i następuje ekstrakcja łuski.
Broń wyposażona jest w kurkowy mechanizm uderzeniowy z kurkiem wewnętrznym i mechanizm spustowy bez samonapinania. Po zabezpieczeniu może być bezpiecznie przenoszona z kurkiem napiętym i nabojem w lufie. Pistolet ma dwa bezpieczniki przed strzałami przypadkowymi. Pierwszym jest bezpiecznik nastawny umieszczony w przedniej części kabłąka osłony spustu. Odbezpieczenie polega na pchnięciu suwaka bezpiecznika do przodu. Drugim bezpiecznikiem jest automatyczny bezpiecznik spustowy znajdujący się na spuście. Jego wyłączenie następuje w chwili prawidłowego ściągnięcia spustu.
CP-1 może być zasilany z magazynków o pojemności 12 lub 13 naboi, przyrządy celownicze mechaniczne, składają się z muszki i szczerbinki.